# LabVIEW
LabVIEW (viết tắt của nhóm từ Laboratory Virtual Instrumentation Engineering Workbench) là một phần mềm máy tính được phát triển bởi công ty National Instruments, Hoa Kỳ. LabVIEW còn được biết đến như là một ngôn ngữ lập trình với khái niệm hoàn toàn khác so với các ngôn ngữ lập trình truyền thống như ngôn ngữ C, Pascal. Bằng cách diễn đạt cú pháp thông qua các hình ảnh trực quan trong môi trường soạn thảo, LabVIEW đã được gọi với tên khác là lập trình G (viết tắt của Graphical, nghĩa là đồ họa).

## Các khả năng chính của LabVIEW
LabVIEW được dùng nhiều trong các phòng thí nghiệm, lĩnh vực khoa học kỹ thuật như tự động hóa, điều khiển, điện tử, cơ điện tử, hàng không, hóa sinh, điện tử y sinh,... Hiện tại ngoài phiên bản LabVIEW cho các hệ điều hành Windows, Linux, Hãng NI đã phát triển các mô-đun LabVIEW cho máy hỗ trợ cá nhân (PDA). Các chức năng chính của LabVIEW có thể tóm tắt như sau:
- Thu thập tín hiệu từ các thiết bị bên ngoài như cảm biến nhiệt độ, hình ảnh từ webcam, vận tốc của động cơ,...
- Giao tiếp với các thiết bị ngoại vi thông qua nhiều chuẩn giao tiếp thông qua các cổng giao tiếp: RS232, RS485, USB, PCI, Ethernet
- Mô phỏng và xử lý các tín hiệu thu nhận được để phục vụ các mục đích nghiên cứu hay mục đích của hệ thống mà người lập trình mong muốn
- Xây dựng các giao diện người dùng một cách nhanh chóng và thẩm mỹ hơn nhiều so với các ngôn ngữ khác như Visual Basic, Matlab,..
- Cho phép thực hiện các thuật toán điều khiển như PID, Logic mờ (Fuzzy Logic), một cách nhanh chóng thông qua các chức năng tích hợp sẵn trong LabVIEW.
- Cho phép kết hợp với nhiều ngôn ngữ lập trình truyền thống như C, C++,...

## Các phiên bản LabVIEW
Từ khi ra đời đã có nhiều thay đổi và cải tiến, ngày nay bản mới nhất tính tới tháng 4 năm 2007 là bản LabVIEW 8.2 với nhiều tính năng mới và các mô-đun cũ và mới tương thích với phiên bản này như: mô-đun mô phỏng quá trình, mô-đun xử lý hình ảnh, điều khiển chuyển động, cơ điện tử, công nghệ hóa sinh...

## Xu hướng của LabVIEW
Nhờ tính năng hỗ trợ mạnh và nhanh chóng cho các ứng dụng trong kỹ thuật, lĩnh vực giáo dục nên LabVIEW được dùng nhiều trong các phòng thí nghiệm và trung tâm nghiên cứu cũng như các hệ thống công nghiệp. Nhiều trường đại học đã đưa LabVIEW trở thành một môn học chính thức.